# 特命全權大使
特命全權大使，簡稱大使，是一國元首向駐在國元首派遣的等級最高的外交代表，亦為外交代表機構的館長，在駐在國有代表本國國家元首和政府向駐在國表達意見或者同駐在國达成协议的全权，享有完全的外交豁免权，其所享外交礼遇也是驻在国政府给予使领馆所有外交人员中最高规格的礼遇。

1533年畫作，(左方)法國外交大使Jean de Dinteville會見學者Georges de Selve

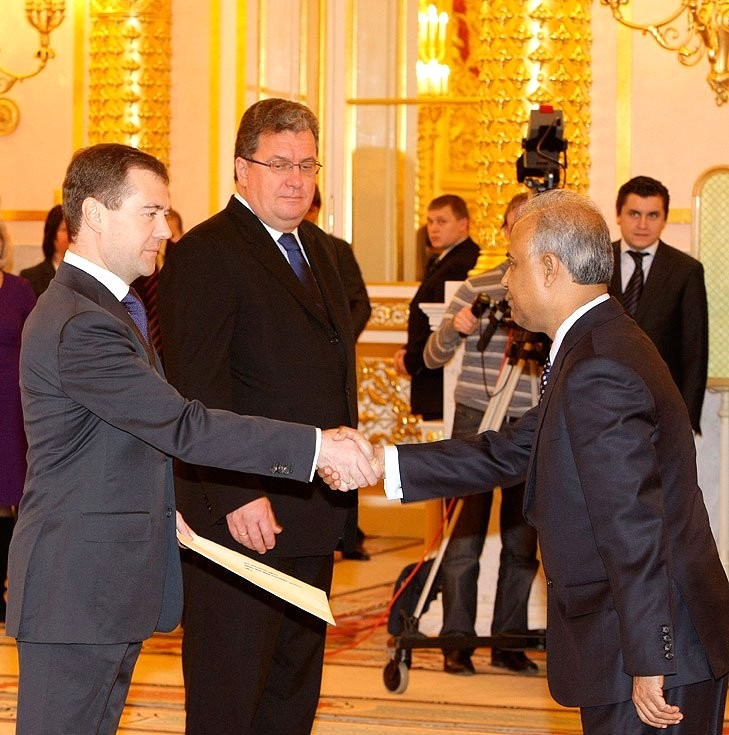
孟加拉大使遞交国书予时任俄罗斯总统梅德韦杰夫

## 起源
“大使”一詞最早出現於凱薩所著的《高盧戰記》中。最早的常駐大使出現在14世紀的歐洲，1341年，義大利的曼圖亞城邦向巴伐利亞王國宮廷派遣大使，被認為是現代意義上的大使的起源。此後威尼斯、佛羅倫斯、西班牙、法国、英格蘭、神圣罗马帝国等國紛紛互派大使。1559年法國國王和西班牙國王簽訂《卡托－康佈雷齊和約》（Peace Treaty of Cateau-Cambrsis）時，首次出現向國際會議派遣的大使。
根據1815年維也納會議上通過的《關於外交人員等級的章程》，外交代表分為4類，即特命全權大使（Ambassador Extraordinary and Plenipotentiary）、特命全權公使（Envoy Extraordinary and Minister Plenipotentiary）、常駐公使（Minister Resident）和代办（Chargé d'affaires）。最初大使僅僅在實行君主制的大國之間互派，後來也向共和制國家（如法蘭西共和國和美國）派遣大使。例如到1860年時，英國只向法国、俄罗斯帝国和奥斯曼帝国派出過三位大使。由於抱有強烈的共和主義思想，美國直至1893年仍只向別國派遣公使，其理由是公使只需與駐在國政府來往，不必參加君主及宮廷舉行的典禮及儀式。1893年美国向英国、法国、德国和意大利派出頭一批4名大使。
第二次世界大战後，根據所有國家不分大小一律平等的原則，各國開始向所有建交國家派遣大使。芬兰和瑞典直至1950年代才將駐外外交使團團長的級別由公使提升為大使。

## 地位
在中世纪及近代的欧洲，大使在身份上等同于派他出驻外国的本国君主。他们有权享受其主人应享有的礼遇。从法律意义上讲，大使没有自己的人格，不能成為控诉對象，也不能控诉别人。大使随身带有主人的豁免权，任何人对他进行伤害，即等于直接伤害了他的君主。这一惯例在1815年维也纳外交会议上得以确认，即大使在其驻在国的身份，与其派遣国的国家元首是等同的。大使享有全部外交豁免权，包括免受驻在国一切法律管辖的豁免权，人身和财产不受侵犯的豁免权，以及免税权利。但是在古代的欧洲也曾有逮捕和囚禁敌对国大使的先例。大使視同本国国家元首的代表，但这一规则在确定该大使在其驻在国外交使团中的位次问题时不予采用。由于古代认为欧洲各国的大使均為本国君主的代表及化身，因此在出席典礼和仪式时为了争夺位次经常发生争吵，甚至武斗。1504年教宗儒略二世曾试图解决这一问题，规定在外交场合中，神圣罗马帝国的大使排在第一位，法国大使排在第二位，西班牙大使排在第三位，以此类推。但是这一规定到18世纪时已经名存实亡。1815年维也纳外交会议上，各国达成协议，即在外交场合中各国大使的位次不考虑其本国的地位和国力，而只考虑大使在其驻在国工作的时间长短。驻在时间最长的大使成为驻在该国的各国外交官使团团长，其他国家的大使在礼仪场合中的位次按任职时间长短的顺序类推。

## 大使的别名
- 联合国的外交代表稱駐地協調員，具有在行政上協調該國所有駐地機構的意義。
- 英联邦国家之间互派的大使級使節称高級專員。其他非英聯邦國家驻英的大使均称为“（某国）駐圣詹姆斯宫廷大使”。
- 聖座派驻别国的外交代表称「教廷大使」（Apostolic Nuncio）。其办公机构称聖座大使馆或“宗座代表驻地”（Apostolic Nunciature）。
- 中華民國在部分非邦交國的交流往來是以非官方名義派駐代表，其機構為「代表處」，而派駐的最高外交代表对外称“代表”，对内仍稱為「大使」。
- 卡扎菲治下的利比亚的外交代表在1980年代和1990年代曾称为「人民办事处書記」（现利比亚已改回一般的命名）。